# Karl Julius Perleb
Karl (ou Carl) Julius Perleb (Constança, 20 de maio de 1794 — Freiburg im Breisgau, 11 de junho de 1845) foi um botânico alemão.